# Голубович Всеволод Олександрович
Все́волод Олекса́ндрович Голубо́вич (лютий 1885, с. Молдавка Балтського повіту Подільської губернії (нині с. Молдовка Голованівського району Кіровоградської області) — 16 травня 1939, Ярославль, РРФСР, СРСР) — український громадсько-політичний і державний діяч, жертва сталінського терору.

## Життєпис

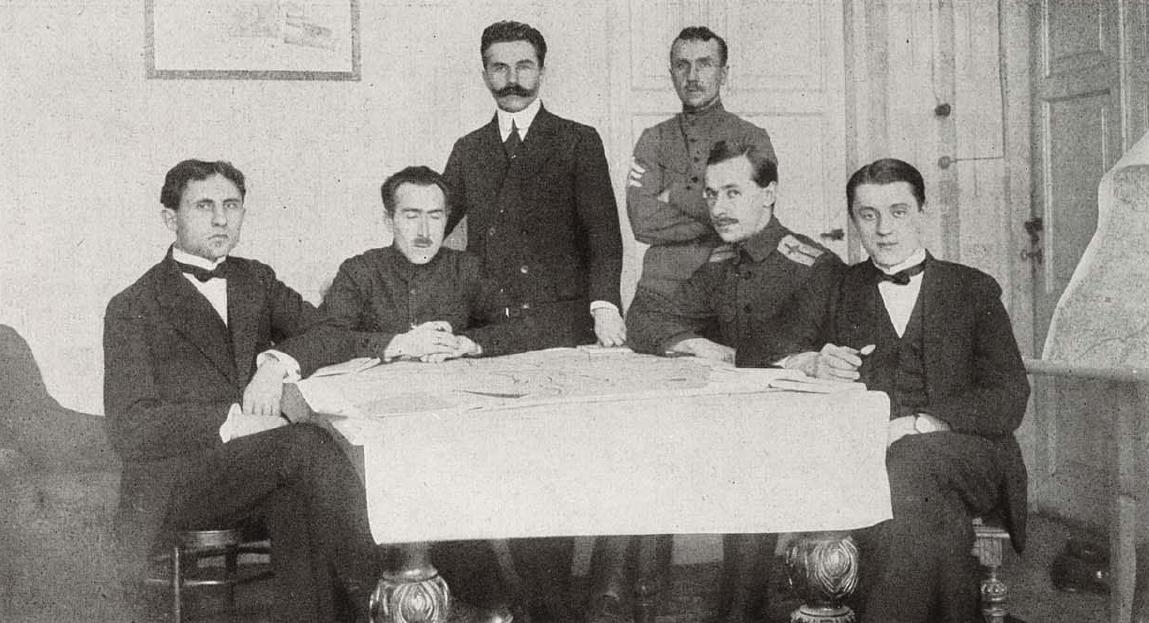
Українська делегація у Бересті. Зліва направо: Микола Любинський, Всеволод Голубович, Микола Левитський, Григорій Лисенко, Михайло Полоз, Олександр Севрюк

Народився в сім'ї священика. Після закінчення духовної семінарії навчався у Київському політехнічному інституті, здобувши 1915 року диплом інженера шляхів і інженера-будівельника за спеціальністю будівництво залізниць. З 1903 року був членом Революційної української партії, у 1912 вступив до Української партії соціалістів-революціонерів.
Працював інженером, начальником дистанції Куп'янськ Південної залізниці, у 1916 — серпні 1917 р. — начальником відділу водних, шосейних, ґрунтових шляхів Румунського фронту. У квітні 1917 року від імені Одеської управлінської громади надіслав петицію керівництву Тимчасового уряду з вимогою надання Україні територіальної автономії.
Належав до Одеської української громади. У Генеральному Секретаріаті — секретар шляхів (з 27 липня 1917 року), секретар торгу і промисловості (з листопада 1917 року).
 Від 18 січня 1918 року — голова Ради народних міністрів і міністр закордонних справ УНР.
Призначений бути головою делегації УНР на мирних переговорах у Бересті у грудні 1917 р. — січні 1918 р.. Протягом 3-20 січня перебував у Бересті на перемовах із державами Четверного союзу.
За участь у викраденні банкіра А. Доброго 29 квітня був заарештований німцями і до 16 грудня 1918 року перебував у Лук'янівській в'язниці. 25 липня 1918 у німецькому військово-польовому суді закінчено розгляд справи колишніх міністрів УЦР В. Голубовича і О. Жуковського та урядовців Ю. Гаєвського, П. Богацького, М. Осипова і І. Красовського, яких було звинувачено в участі в арешті банкіра Доброго. Прокурор запропонував покарати О.Жуковського на 2 р. і 6 місяців ув'язнення, В. Голубовича — на 2 роки, М. Осипова — на 1 рік і 6 місяців, П. Богацького, Ю. Гаєвського і І. Красовського на 1 рік тюрми.
У 1919 р. — першій половині 1920 р. редагував друковані органи УПСР у Кам'янці-Подільському та Вінниці.

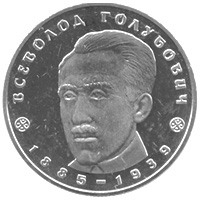
Ювілейна монета «Всеволод Голубович» (2005). Реверс

11 серпня 1920 р. у м. Кам'янці-Подільському під час засідання губернської ради народного господарства заарештований Особливим відділом 14-ї армії, 22-29 травня 1921 засуджений на процесі українських есерів — членів Центральної Ради, звинувачених у злочинах проти робітників і селян: опорі встановленню радянської влади в Україні, до десяти років ув'язнення в концентраційному таборі, а зважаючи на амністію ВУЦВК — до п'яти років, але амністований у грудні 1921 року із зобов'язанням щотижня приходити на реєстрацію до міліції.
Якийсь час він поневірявся, не мав роботи. Нарешті став завідувачем відділу капітального будівництва, до 1931 року працював у відділі капітального будівництва Української Ради народного господарства.
1931 року засуджений у справі Українського національного центру. 7 лютого 1932 року колегія ОГПУ СРСР зменшила строк покарання до шести років. З урахуванням попереднього ув'язнення влітку 1937 року строк закінчився. 2 червня НКВД порушило клопотання перед Президією ЦВК СРСР про продовження ув'язнення, — йому додали ще п'ять років. Помер у в'язниці Ярославля.